# 親潮

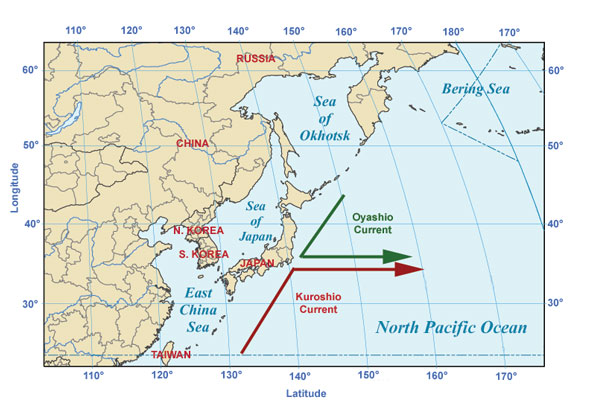
親潮（緑）と黒潮（赤）（概略図）

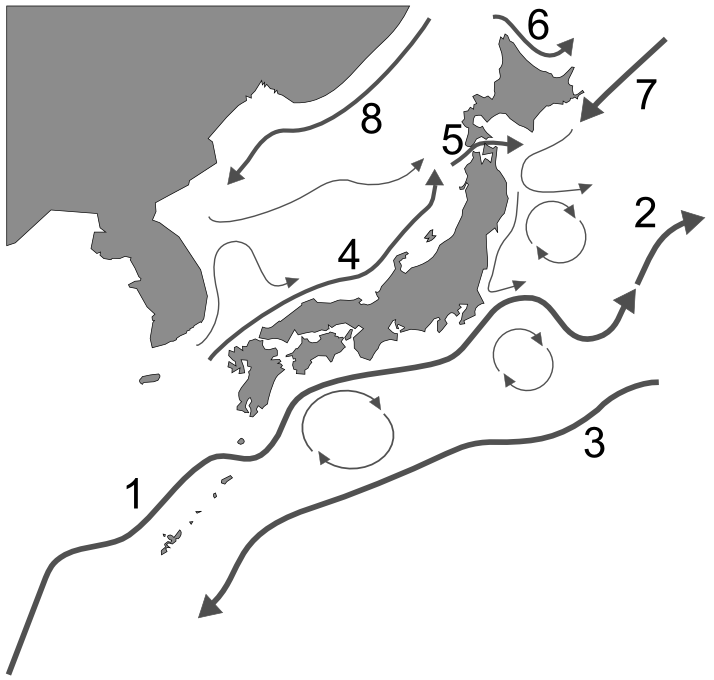
日本列島近海の海流
1. 黒潮 2.黒潮続流 3.黒潮反流 4.対馬暖流 5.津軽暖流 6.宗谷暖流 7.親潮 8.リマン寒流（Liman）

親潮（おやしお、Oyashio Current）は、千島列島に沿って南下して日本の東まで達する海流である。北太平洋亜寒帯循環の西岸沿いに南下する部分を構成する。千島海流（ちしまかいりゅう、Kuril Current）とも呼ばれ、黒潮とならび日本近海を流れる代表的な海流である。この流れは日本列島の東岸で黒潮とぶつかり北太平洋海流（北太平洋ドリフト）となって東方へ向かう流れとなる。栄養塩に富んでおり、親潮という名は「魚類を育てる親となる潮」という意味でつけられた。また北海道東方や釧路沖、三陸沖などに存在する低温・低塩分で溶在酸素量が多く、栄養塩に富んだ水塊のことを親潮という場合もある。

## 流路
東カムチャツカ海流の一部がオホーツク海に入り、オホーツク海の更に低温・低塩分な海水と混合し、循環してウルップ海峡から再び太平洋に出て、千島列島沿いをそのまま南西に流れてきた東カムチャッカ海流と合流、親潮が生成される。形成後、親潮は千島列島の南方海域を列島に沿って南西に向かい、北海道の南東岸の沿海を洗ってさらに三陸沖に南下する。親潮は日本東方海域に達した後、黒潮と合流して大部分は北太平洋海流として東に向かう。

## 性質
親潮はその名が示す通り、非常に栄養塩に富み、豊かな水産資源をもたらす。その栄養塩の濃度は黒潮の少なくとも5倍から10倍と言われ（数十倍から数百倍とも言われる）、春になると日射量の増加や温度躍層の発達に伴って植物プランクトンの大増殖が起こり、動物プランクトンや魚類の格好の繁殖場になる。そのため親潮は緑や茶色がかった色になる。
親潮は流れとしては弱く、流速は速い時でも 1ノット(約0.5m/s)を超える程度だが、深いところまで流れがあるため流量は大きく、最近の調査では黒潮に匹敵する流量になりうることも分かっている。本州東方海域では、親潮は舌状に南方に張り出して来ることが多く、このような舌状の冷水部を沿岸側から数えて、親潮の第1分枝（親潮接岸分枝）、第2分枝（親潮沿岸分枝）と呼ばれる。この親潮分枝の消長は漁業や沿岸の気候に大きな影響を与える。親潮の南側の端には親潮前線が形成され、この前線を境にして南北で海水温、塩分が大きく異なる。

### 黒潮との潮目
東北日本沖は親潮起源の海水が分布する海域に黒潮や黒潮起源の暖水塊が分布し、更に沿岸を津軽海峡から流出する津軽暖流も流れる複雑な海域であり、混合水域となっている。親潮は低温のため黒潮より密度が高く重いので、混合水域では黒潮の下に沈みこむ形になる。この時にできる潮目では黒潮とともに北上してきた多様な魚類が親潮の植物・動物プランクトンにより繁殖し、この海域は量・種類ともに豊富な好漁場となっている。

### 親潮の異常南下
親潮は通常1月頃から本州東岸に沿って南下するようになり、4月頃最も南に張り出して宮城県沖付近まで達するが、時には茨城県沖付近まで達することがある。この現象を親潮の異常南下と呼ぶが、このような変化は、主に冬の季節風によって親潮の南下が促進されるために起こると考えられている。その後は次第に南下の度合いは弱くなり、11月頃から12月頃には釧路沖付近まで後退する。親潮系の冷水の南下は沿岸の環境に大きな影響を与えることがわかっており、魚群の分布の変化や不漁など、沿岸漁業への悪影響が生じる。また、この冷水が夏まで存在すると、東北地方の太平洋岸に冷夏をもたらす影響を与えている可能性が指摘されている。

## 影響
気候にも親潮は大きな影響を与えている。北海道東部や東北太平洋岸では、夏にあまり気温が上がらず霧が発生することが多い。これは夏の暖かくて湿った空気（太平洋高気圧）が親潮によって冷却されるためである。
また、氷期に海水準変動が低下した時にベーリング陸橋ができて、親潮へのベーリング海の影響が無くなったため、東アジアでは寒冷化の影響をあまり受けなかったという説がある。これは現在の東アジアが同緯度のヨーロッパ地域より寒冷な環境であるにもかかわらず、氷期にほとんど氷河が形成されなかったことの原因の一つとされ、東アジアでは鮮新世以来の植物の種が96%生息しているのに対し、ヨーロッパでは27%しか残っていないことを根拠としている。しかし、全く寒冷化の影響を受けなかったわけではなく、季節性や降水量の問題も関わってくるため異論もある。